# Classificação morfológica das galáxias

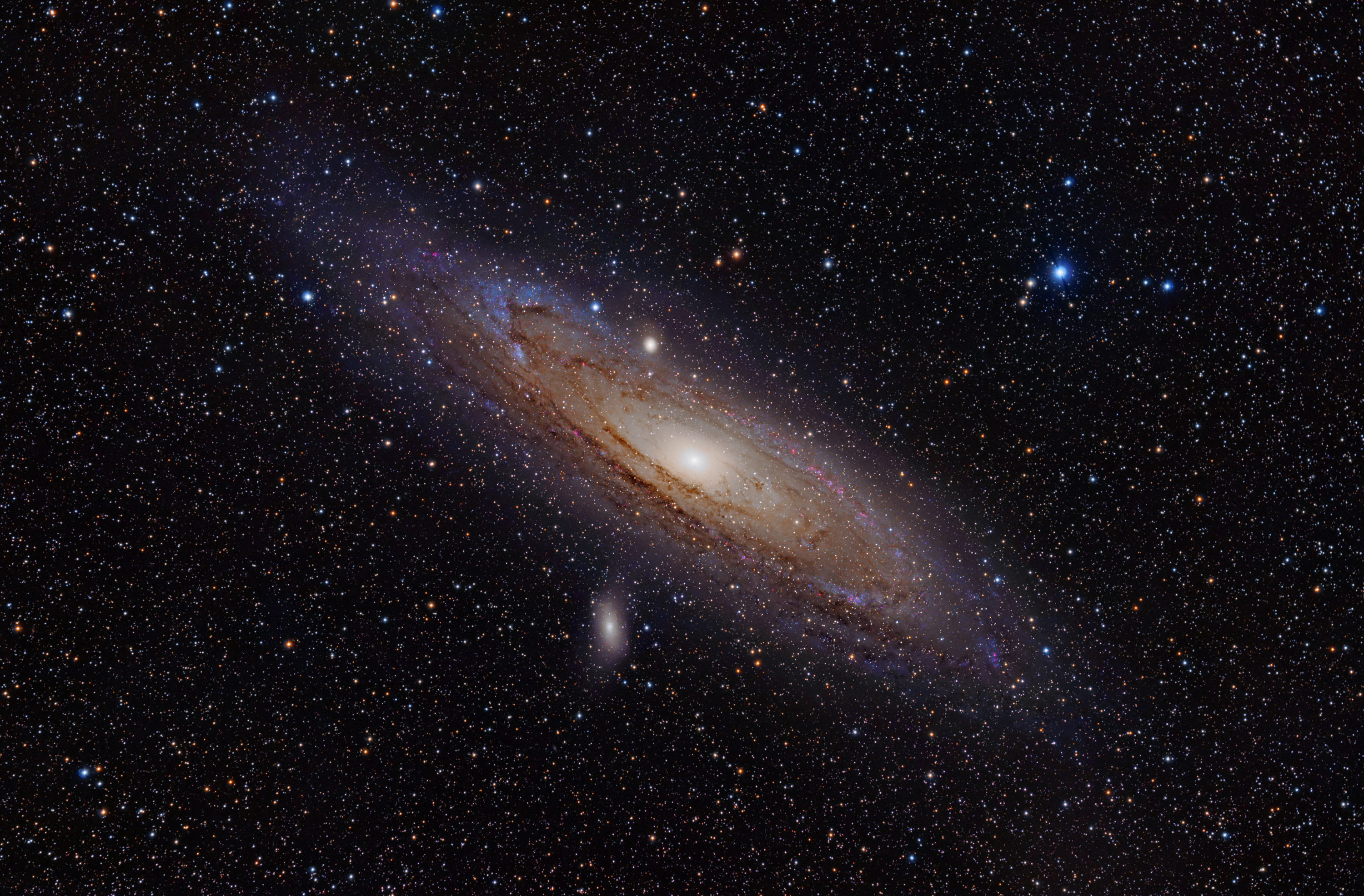
Galáxia Andrômeda (M31)

As galáxias se diferem bastante, no entanto, a grande maioria têm formas regulares e são chamadas de elípticas ou espirais. A classificação morfológica das galáxias, é um termo utilizado pelos astrofísicos e astrônomos para denotar a estrutura das galáxias e separá-las de acordo com seu formato. Edwin Powell Hubble (1899 – 1953) propôs um dos primeiros e simples esquemas para classificação das galáxias, no qual também é citado no seu livro The Realm of the Nebulae, de 1936. Historicamente, o método para fotografar as galáxias foi a fotometria óptica.
Além dos critérios morfológicos, os índices de cor, parâmetros espectroscópicos, a distribuição espectral de banda larga, bem como outras características também podem ser usadas para classificação.
Algumas galáxias observadas não faziam parte da sequência de Hubble, dos quais provavelmente seriam frutos de interações entre outras galáxias.

## Edwin Powell Hubble

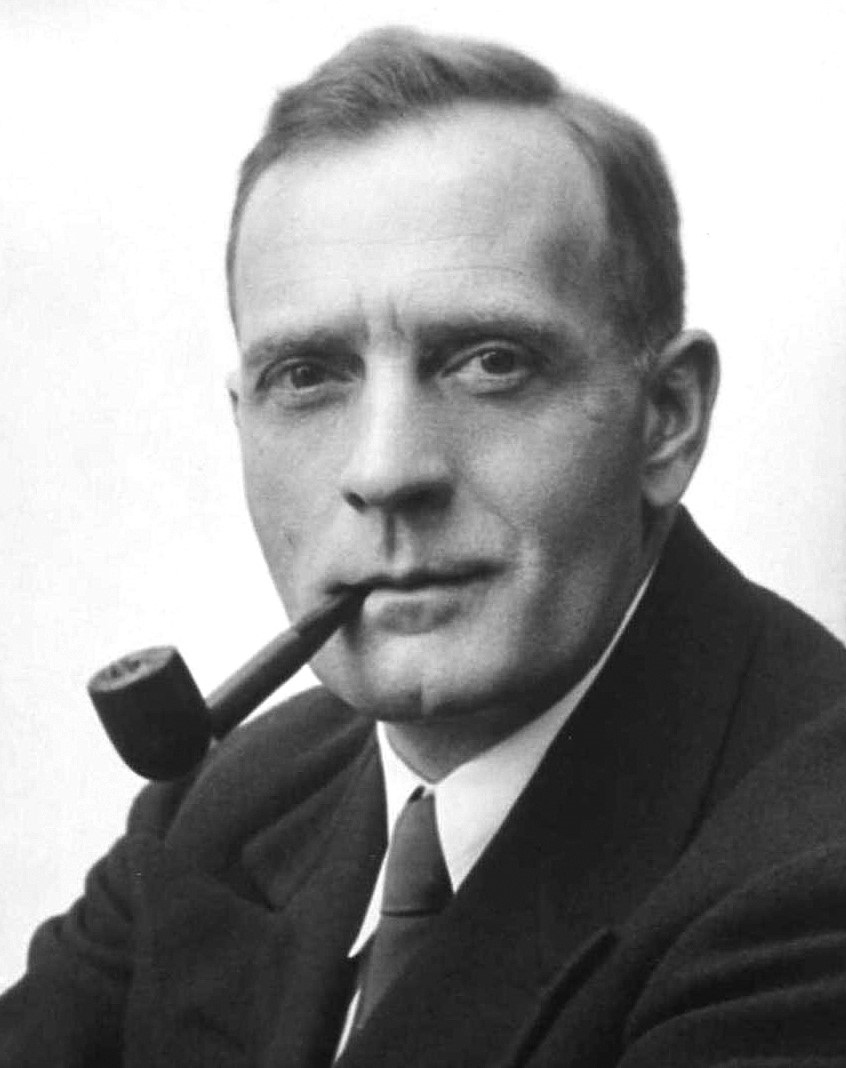
Edwin Powell Hubble

Em 1923, Hubble conseguiu identificar estrelas Cefeidas na "nebulosa" de Andrômeda (M31) com um telescópio de 100 polegadas. Além disso, mediu a distância até Andrômeda e foi capaz de provar que era um sistema estelar independente. Ao perceber que as nebulosas e gases que estava estudando não fazia parte da Via Láctea, Hubble construiu um esquema para classificar as galáxias quanto ao seu formato. São estes, Elípticas, Espirais e Irregulares.

## Elípticas

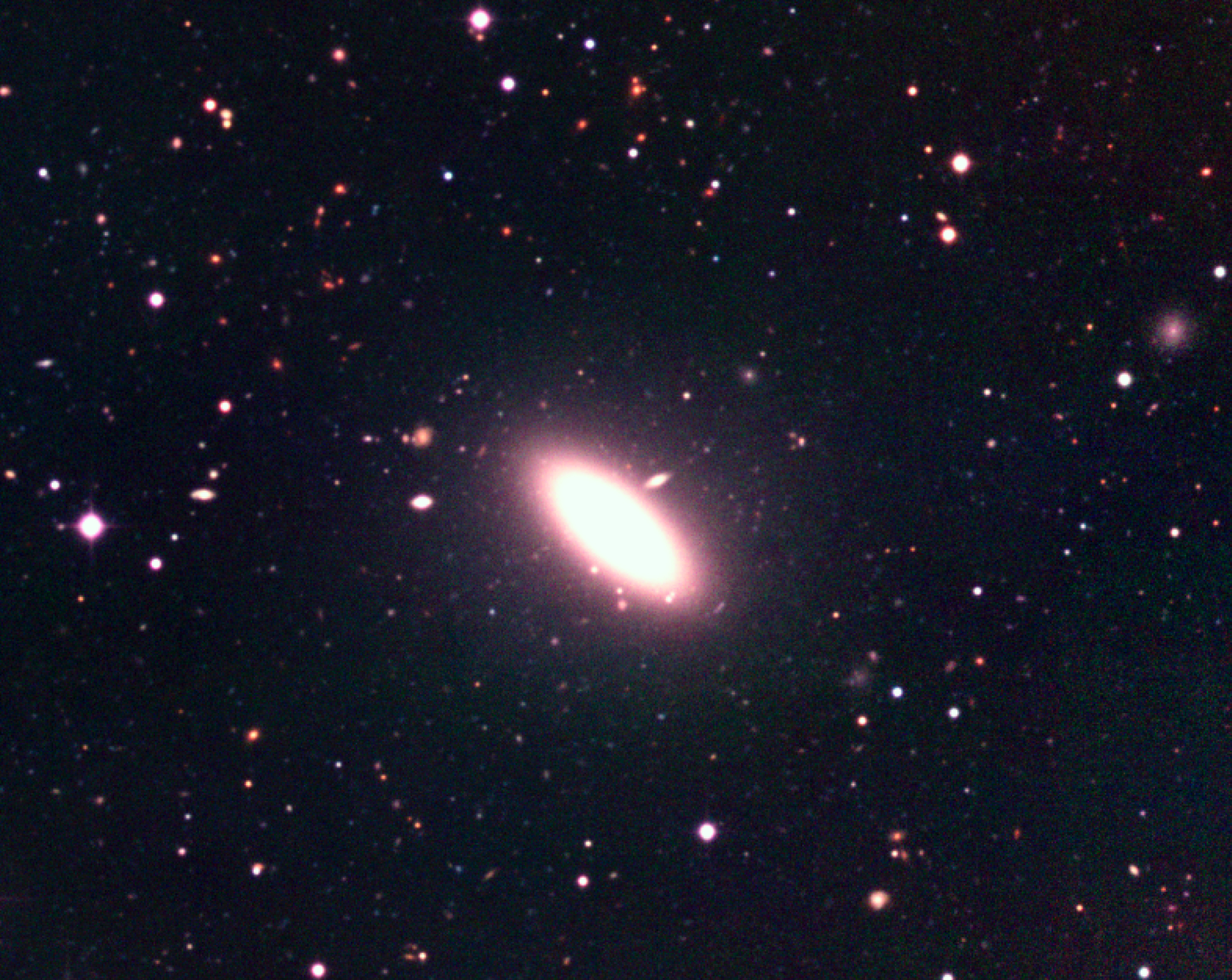
Galáxia elíptica no campo profundo de Capodimonte

As galáxias elípticas (E’s) apresentam forma esférica ou elipsoidal. Seu tamanho pode variar de 1000 até 1 milhão de parsecs e contém pouco gás e poeira. Sua população estelar é majoritariamente velha. 
Hubble classificou as galáxias elípticas em classes, que vão de E0 até E7, no qual essa definição indica o seu nível de elipsidade. As elipses possuem um semieixo maior e um menor, através disso, o parâmetro de achatamento das galáxias foi definido como
{\displaystyle n=10(1-{\frac {b}{a}})}
no qual n é o nível de achatamento, b é o semieixo menor da elipse e a é o semieixo maior. 
A imagem a seguir mostra o grau de desenvolvimento das galáxias elípticas.

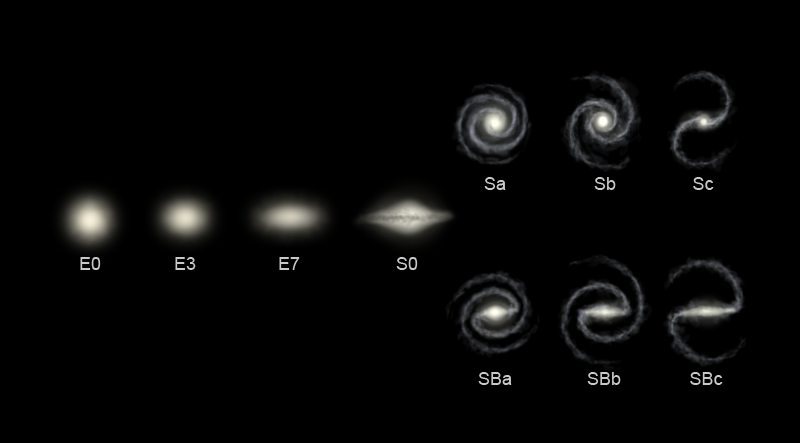
Sequência de Hubble

As galáxias elípticas são subdivididas de acordo com seu tamanho e brilho.
- Elípticas normais: Esta classe inclui galáxias grandes (gE’s), com luminosidade intermediária. As galáxias do tipo S0 (que será discutido posteriormente), são frequentemente atribuídos a essa classe.

- Elípticas anãs: São galáxias relativamente menores que as outras, com brilho e metalicidade menor.

- Anãs compactas azuis: Essas galáxias são visivelmente mais azuis que as outras e contém uma quantidade considerável de gás.

- Anãs esferoidais: Assim como as elípticas anãs, esses tipos de galáxias possuem brilho superficial muito baixo.

As galáxias elípticas são avermelhadas, o que sugere uma população estelar mais antiga. Muitas das elípticos normais contêm quantidades visíveis de poeira, apresentado como um disco de poeira. A metalicidade das elípticas aumentam em direção ao centro da galáxia.

### Dinâmica das galáxias elípticas
Existe um motivo pelo qual as galáxias elípticas não são redondas. Trata-se de um movimento rotacional do qual a distribuição estelar é lançada para o "equador", devido as forças centrífuga. Mais precisamente, pode-se mostrar que para o achatamento rotacional de um semieixo {\displaystyle \left({\frac {v_{rot}}{\sigma _{v}}}\right)_{iso}\approx {\sqrt {\frac {\epsilon }{1-\epsilon }}}}  tem que ser satisfeito, em que "iso" significa uma suposta distribuição isotrópica das velocidades das estrelas, {\displaystyle v_{rot}} é a velocidade rotacional, {\displaystyle \sigma _{v}} é a velocidade de dispersão das estrelas e {\displaystyle \epsilon } indica a eliptcidade da galáxia. 
Entretanto, para elípticas luminosas, verifica-se que de modo geral,  {\displaystyle v_{rot}} {\displaystyle \ll } {\displaystyle \sigma _{v}}, de modo que a rotação não pode ser a principal causa de sua elipticidade. Existem também algumas elípticas que não apresentam eixos de rotação bem definidos, o que indica que a rotacionalidade não é um fator considerável para o nivelamento. Para galáxias elípticas menos luminosas, o nivelamento rotacional pode desempenhar um papel importante. Nesse caso, a pergunta ainda fica em aberta sobre como nivelar estavelmente as galáxias elípticas sem rotação.

## Espirais

Galáxia espiral M101

As galáxias espirais, quando vistas de frente, apresentam uma clara estrutura espiral. A nossa galáxia (Via láctea) é um bom exemplo para uma galáxia espiral. Esse tipo de galáxia possui um núcleo, disco, halo e braços espirais. O grau de desenvolvimento dos braços, são classificados como Sa, Sb e Sc, no qual as galáxias do tipo Sa apresentam braços mais curtos e núcleos maiores. Enquanto as galáxias do tipo Sc apresentam braços mais longos e núcleos menores.
Em galáxias espirais, também existem a possibilidade de ter uma barra que passa pelo centro, no qual são chamadas de espirais barradas. Essas galáxias recebem a classificação SB0, SBa,  SBb e SBc, no qual estas também relacionam o grau de desenvolvimento dos braços. 

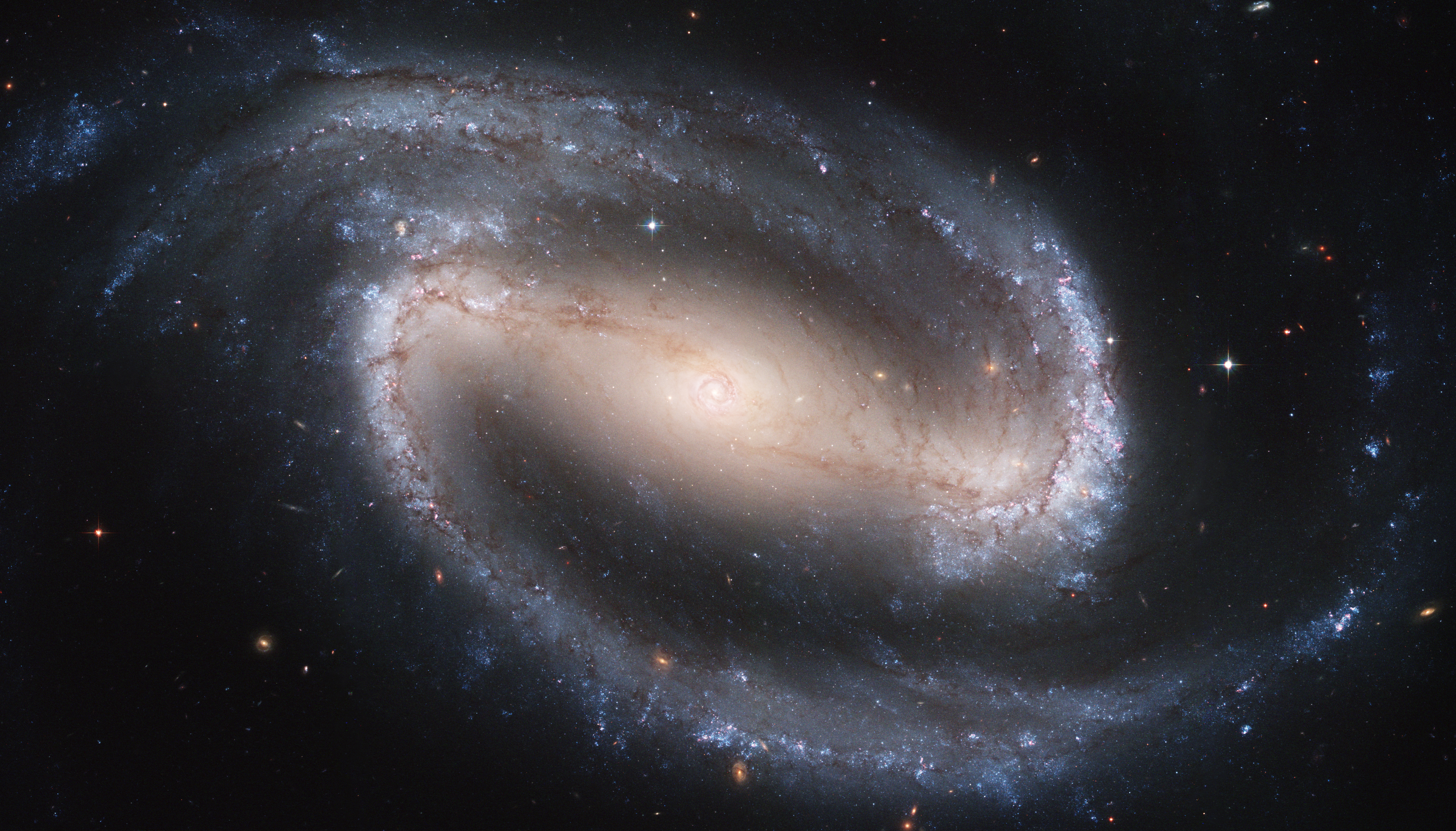
Espiral Barrada NGC 1300

As observações feitas nesse tipo de galáxia, mostraram que a fração de estrelas jovens e massivas aumenta ao longo da sequência de Hubble. Esta conclusão também está de acordo com as descobertas para a distribuição de luz ao longo dos braços espirais, onde observamos claramente regiões ativas de formação de estrelas nos nós brilhantes nos braços espirais de Sc's. As galáxias espirais são azuladas no disco e amareladas no bojo e apresentam bastante gás e poeira, no entanto, a massa de poeira é inferior a 1% da massa de gás.
Influência da matéria escura

(A) Velocidade de rotação previsto teoricamente, sem considerar a existência de matéria escura. (B) Velocidade de rotação observado devido à presença de matéria escura.

As medidas das velocidades de rotações das outras galáxias espirais, são mais fáceis de ser obtidas por ser possível a observação do “lado de fora” da galáxia. Já para a Via Láctea, essa aferição já fica um tanto quanto complicada.
É de se esperar que, pela terceira Lei de Kepler, os objetos mais próximos do centro da galáxia viajariam mais rápido do que os outros que estão mais longe do núcleo. No entanto, as observações feitas contradiziam esse parâmetro. Conforme se distanciava do núcleo galáctico, as velocidades rotacionais permanecem praticamente constante.
Essa diferença na velocidade, só poderia ser explicada com a presença da matéria escura. Nesse caso, a densidade da matéria escura pode ser derivada das curvas de rotação.

### A relação de Tully-Fisher
Em 1977, R. Brent Tully e  J. Richard Fisher descobriram que a velocidade rotacional máxima das galáxias espirais é diretamente proporcional à luminosidade {\displaystyle L\varpropto v_{max}^{\alpha }}, em que {\displaystyle \alpha \sim 4} e ficou conhecida como relação de Tully-Fisher.

## Irregulares

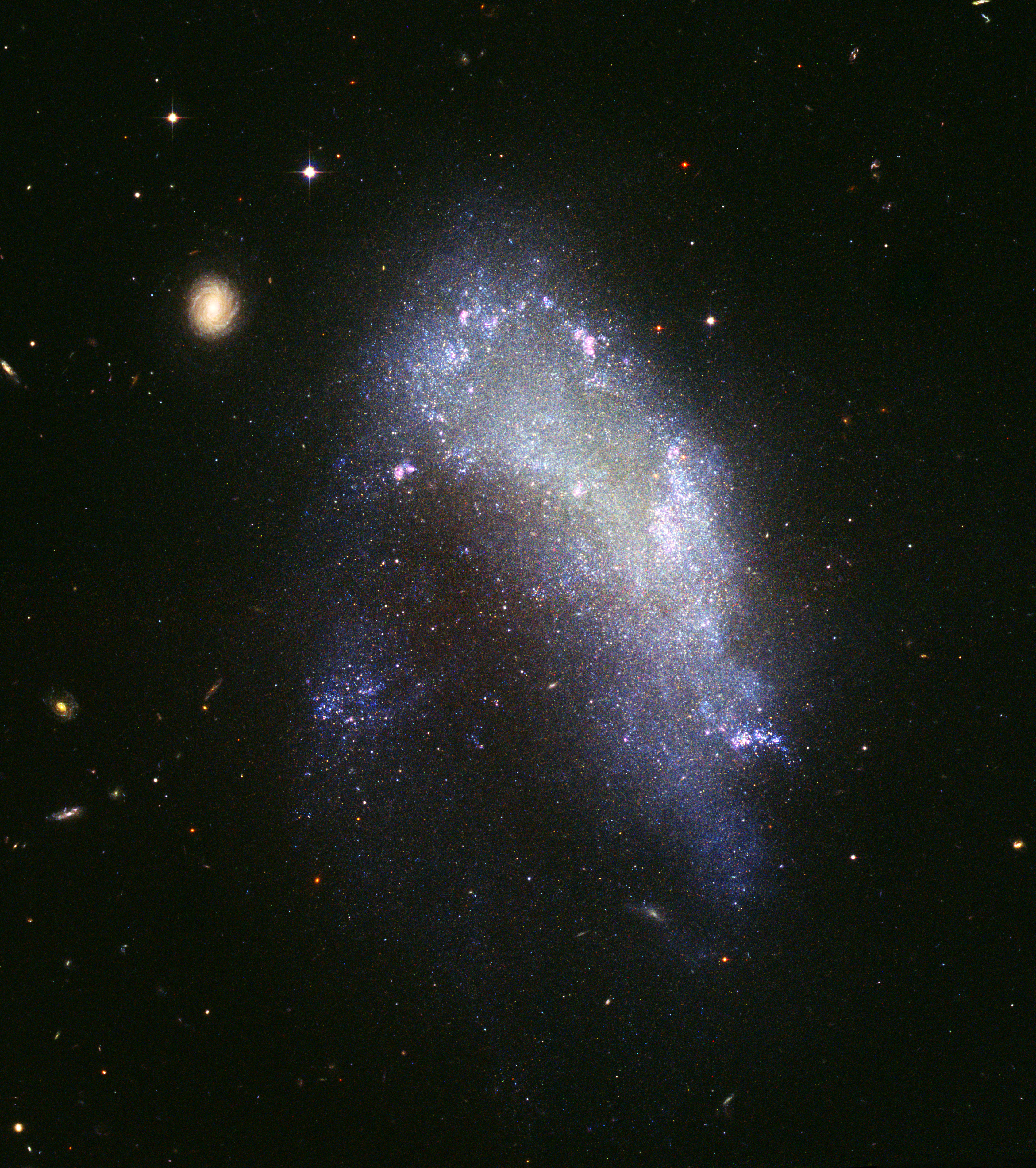
Galáxia irregular NGC 1427

As galáxias que eram desprovidas de qualquer eixo de simetria, rotacional ou circular, possuindo uma configuração caótica, foram chamadas de irregulares. Muitas irregulares aparentam atividade de formação estelar intensa, sendo dominada por estrelas jovens e brilhantes, com nuvens de gás ionizado, também com formato irregular.
As galáxias irregulares são, em média, menores que as elípticas e as espirais, tendo bastante gás e poeira, com coloração azulada e população estelar jovem e velha.